# مولای سلیسن
مولای سلیسن (به عربی: مولای سلیسن) یک شهرداری در الجزایر است که در استان سیدی بلعباس واقع شده‌است.